# تياغو رودريغوس كويلو
تياغو رودريغوس كويلو هو لاعب كرة قدم برازيلي، ولد في 26 مايو 1995 في كاسكافل في البرازيل.